# جمال مگلوایر
جمال مگلوایر (انگلیسی: Jamaal Magloire؛ زادهٔ ۲۱ مهٔ ۱۹۷۸) بازیکن بسکتبال اهل کانادا است.

## حرفه
از باشگاه‌هایی که در آن بازی کرده‌است می‌توان به پورتلند تریل بلیزرز، دالاس ماوریکس، میامی هیت، شارلوت هورنتس، میلواکی باکس، نیو اورلینز پلیکانز، تورنتو رپترز، بسکتبال مردان کنتاکی وایلدکتز، و بروکلین نتس اشاره کرد.